# Jorge Mistral
Modesto Llosas Rosell (Aldaya, Valencia, 24 de noviembre de 1920-Ciudad de México, 21 de abril de 1972), conocido como Jorge Mistral, fue un actor español. Participó en producciones internacionales, fundamentalmente pertenecientes a la cinematografía de la Industria del Celuloide en México, país en donde realizó varias películas.

## Biografía y carrera
Después de abandonar prematuramente su carrera de Derecho, decidió dedicarse al teatro donde empezó a desarrollar el rol de galán, que no abandonaría en toda su carrera. Sucesivamente se integraría en las compañías de teatro de José Rivero, Ana Adamuz y Josita Hernán.
Debuta en el cine en 1944 en la película La llamada de la mar del director José Gaspar. Firma en ese momento un contrato en exclusiva con la que entonces era la productora más potente del país: Cifesa.
En 1949 hizo su primera gira teatral por Hispanoamérica, donde tuvo mucho éxito y pasó a desarrollar gran parte de su carrera como actor, sobre todo en México. En 1965 recibe la propuesta del broadcaster peruano Genaro Delgado Parker para protagonizar telenovelas en Panamericana TV, la más importante cadena de televisión del Perú y una de la más solventes en Latinoamérica, por aquellos años.
En las décadas de 1940 y 1950 participó en algunos de los filmes españoles más populares, como Pequeñeces, Locura de amor (con Aurora Bautista y Fernando Rey), la versión de 1952 de La hermana San Sulpicio (con Carmen Sevilla) y uno de los mayores éxitos de Sara Montiel: Carmen la de Ronda. 
Tuvo también papeles protagónicos en producciones mexicanas e internacionales, como Camelia (con María Félix), Deseada (con Dolores del Río), Cabo de Hornos (con Silvia Pinal), Boy on a Dolphin (con Sophia Loren), Cuentos de verano (con Sylva Koscina) y La spada e la croce (con Yvonne De Carlo y Rossana Podestà).
En la década de 1960 intentó dar el salto a la realización con las películas La fiebre del deseo (1964) y La piel desnuda (1964).

## Enfermedad y muerte
El 21 de abril de 1972 se suicidó en México, después de un periodo depresivo, agravado por un cáncer duodenal que padecía desde hacía un tiempo, cuando se hallaba realizando la telenovela mexicano - peruana Hermanos Coraje, producida por Panamericana TV de México, empresa productora conformada por Televisión Independiente de México (TIM), Canal 8 y Panamericana TV (PANTEL), Canal 5 de Perú.

## Filmografía
| - 1944 La llamada de la mar - 1945 Ángela es así - 1946 La gitana y el rey - Mar abierto - Misión blanca - El emigrado - 1947 Héroes del 95 - La dama del armiño - La nao Capitana - Las inquietudes de Shanti Andía - 1948 Botón de ancla - Locura de amor - Pototo, Boliche y Compañía - 1949 Currito de la Cruz - La duquesa de Benamejí - La manigua sin dios - Sabela de Cambados - Neutralidad - 1950 Pequeñeces... - Pobre corazón - 1951 Amar fue su pecado - Burlada - Deseada - La trinca del aire - Monte de piedad - Peregrina - 1952 Apasionada - El derecho de nacer - El mar y tú - La hermana San Sulpicio - La mentira - La mujer que tú quieres - La noche es nuestra - Tres hombres en mi vida - 1953 El conde de Montecristo - La muerte es mi pareja (Quiero vivir) - 1954 Abismos de pasión - Camelia - Orquídeas para mi esposa - Tres citas con el destino - Un caballero andaluz - 1955 Amor en cuatro tiempos - El caso de la mujer asesinadita - El tren expreso - Más fuerte que el amor - Para siempre | - 1956 Expreso de Andalucía - La gata - La gran mentira - La legión del silencio - 1957 - Boy on a Dolphin - Cabo de Hornos - Le schiave di Cartagine - 1958 Amor prohibido - Amore a prima vista - La spada e la croce - La venganza - Racconti destate - 1959 Carmen la de Ronda - 1960 Creo en ti - È arrivata la parigina - La hermana blanca - 1961 Juana Gallo - La chamaca - Tres Romeos y una Julieta - Ventolera - 1962 Bajo un mismo rostro - El amor de los amores - Pecado - 1963 - Historia de una noche - Shéhérazade - 1964 Gunfighters of Casa Grande - 1966 La fiebre del deseo - La piel desnuda - 1968 Crimen sin olvido - 1969 Los debutantes en el amor - 1971 El ardiente deseo - Las puertas del paraíso - Los corrompidos - 1973 Diamantes, oro y amor - La invasión de los muertos - La justicia tiene doce años - El precio del orgullo 1965 - La red 1966 - Mujeres en presidio 1967 - Locura de amor 1967 - Historia de un amor 1971 - Hermanos Coraje 1972 |

## Como director
- 1966
  - La fiebre del deseo
  - La piel desnuda
- 1968
  - Crimen sin olvido

## Guionista
- 1966
  - La piel desnuda
- 1968
  - Crimen sin olvido